# Leptolalax lateralis
Leptolalax lateralis är en groddjursart som först beskrevs av Anderson 1871.  Leptolalax lateralis ingår i släktet Leptolalax och familjen Megophryidae. Inga underarter finns listade i Catalogue of Life.